# Bacósido

Estructura química de bacoside A3

Bacoside es una clase de compuesto químico que es aislado de la planta  Bacopa monnieri.  Químicamente, son dammarano-tipo triterpenoide saponinas.
Hay por lo menos doce miembros conocidos de esta clase.